# Primera División de baloncesto 1982-83
La temporada 1982-83 de la Liga Española de Baloncesto fue la vigésimo séptima edición de dicha competición. La formaron 14 equipos equipos, jugando todos contra todos a doble vuelta. El último clasificado descendía directamente. Comenzó el 10 de octubre de 1982 y finalizó el 7 de abril de 1983. El campeón fue por tercera vez el FC Barcelona. Fue la última temporada bajo este formato, convirtiéndose en la siguiente en la Liga ACB.

## Equipos participantes
| Equipo                | Sede                   |
| --------------------- | ---------------------- |
| FC Barcelona          | Barcelona              |
| Real Madrid CF        | Madrid                 |
| CB Areslux Granollers | Granollers             |
| CAI Zaragoza          | Zaragoza               |
| CB Inmobanco          | Madrid                 |
| CB Miñón Valladolid   | Valladolid             |
| Club Juventud         | Badalona               |
| CB Cotonificio        | Badalona               |
| CD Manresa            | Manresa                |
| CB Estudiantes        | Madrid                 |
| CB OAR Ferrol         | Ferrol                 |
| Caja de Ronda         | Málaga                 |
| CD Basconia           | Vitoria                |
| Obradoiro CAB         | Santiago de Compostela |

## Clasificación
| Pos. | Equipo                    | Pts. | PJ | G  | E | P  | GF   | GC   | Dif. | Clasificación o descenso                  |
| ---- | ------------------------- | ---- | -- | -- | - | -- | ---- | ---- | ---- | ----------------------------------------- |
| 1    | FC Barcelona              | 75   | 26 | 25 | 0 | 1  | 2822 | 2217 | +605 | Clasificado para el Partido por el título |
| 2    | Real Madrid               | 75   | 26 | 25 | 0 | 1  | 2798 | 2167 | +631 | Clasificado para el Partido por el título |
| 3    | Areslux Granollers        | 53   | 26 | 17 | 2 | 7  | 2394 | 2195 | +199 |                                           |
| 4    | CAI Zaragoza              | 49   | 26 | 16 | 1 | 9  | 2191 | 2130 | +61  | Clasificado para la Copa Korać            |
| 5    | CB Inmobanco              | 48   | 26 | 16 | 0 | 10 | 2279 | 2173 | +106 | Desapareció                               |
| 6    | Miñón Valladolid          | 45   | 26 | 15 | 0 | 11 | 2512 | 2514 | −2   |                                           |
| 7    | Club Joventut de Badalona | 43   | 26 | 14 | 1 | 11 | 2394 | 2434 | −40  |                                           |
| 8    | CB Cotonificio            | 39   | 26 | 13 | 0 | 13 | 2228 | 2261 | −33  |                                           |
| 9    | Manresa EB                | 30   | 26 | 10 | 0 | 16 | 2156 | 2348 | −192 |                                           |
| 10   | CB Estudiantes            | 25   | 26 | 8  | 1 | 17 | 2202 | 2410 | −208 |                                           |
| 11   | CB OAR Ferrol             | 23   | 26 | 7  | 2 | 17 | 2201 | 2241 | −40  |                                           |
| 12   | Caja de Ronda             | 18   | 26 | 6  | 0 | 20 | 2040 | 2285 | −245 |                                           |
| 13   | CD Basconia               | 12   | 26 | 3  | 3 | 20 | 2177 | 2448 | −271 |                                           |
| 14   | Obradoiro CAB             | 5    | 25 | 2  | 0 | 23 | 1895 | 2466 | −571 | Descenso a Primera División B             |

 Fuente: Linguasport
Notas:
1. ↑  Obradoiro figura con 1 punto menos por sanción federativa

## Partido por el título
El partido de desempate por el título se disputó el 7 de abril de 1983 en el Palacio de Deportes en Oviedo.
| Equipo 1     | Resultado | Equipo 2    |
| ------------ | --------- | ----------- |
| FC Barcelona | 76–70     | Real Madrid |

| Campeón 1983 |
| ------------ |
| FC Barcelona |

## Máximos anotadores
| Pos. | Nombre                          | Equipo | Puntos | Partidos | PPP  |
| ---- | ------------------------------- | ------ | ------ | -------- | ---- |
| 1.   | Claude Gregory                  | BAS    | 766    | 25       | 30,6 |
| 2.   | Nate Davis                      | OBR    | 321    | 12       | 26,8 |
| 3.   | John Stroud                     | CRO    | 691    | 26       | 26,6 |
| 4.   | Chicho Sibilio                  | BAR    | 674    | 26       | 25,9 |
| 5.   | Walter Jordan                   | VAL    | 665    | 26       | 25,6 |
| 6.   | Fernando Martín                 | RMD    | 600    | 25       | 24,0 |
| 7.   | Malcolm Cesare                  | OAR    | 593    | 26       | 22,8 |
| 8.   | Samuel Puente                   | VAL    | 578    | 26       | 22,2 |
| 9.   | José Luis “Indio” Díaz          | INM    | 552    | 26       | 21,2 |
| 10.  | Juan Antonio San Epifanio “Epi” | BAR    | 549    | 26       | 21,1 |